# Захватов, Василий Ермолаевич
Василий Ермолаевич Захватов — советский хозяйственный, государственный и политический деятель.

## Биография
Родился в 1923 году в селе Голое Илекского района Оренбургской области. Член КПСС с 1945 года.
Участник Великой Отечественной войны. С 1952 года — на хозяйственной, общественной и политической работе. В 1952—1982 гг. — преподаватель, заместитель директора агрономической школы, секретарь Ура-Тюбинского райкома партии по зоне МТС, второй секретарь Ура-Тюбинского райкома партии, заведующий сельскохозяйственным отделом Ленинабадского обкома партии, начальник управления сельского хозяйства исполкома Ленинабадского облсовета депутатов трудящихся, первый секретарь Комсомолабадского райкома КП Таджикистана, первый заместитель министра сельского хозяйства, заведующий сельскохозяйственным отделом ЦК КП Таджикистана, первый секретарь Орджоникидзеабадского райкома КП Таджикистана, секретарь партийного комитета Орджоникидзеабадского производственного колхозно-совхозного управления, первый секретарь Орджоникидзеабадского райкома партии, председатель Госкомитета лесного хозяйства Совета Министров Таджикской ССР, председатель Госкомитета Таджикской ССР по лесному хозяйству.
Избирался депутатом Верховного Совета Таджикской ССР 4-10-го созывов.
Умер в Суздале в 1990 году.